# لونی، ایتالیا
لونی (به ایتالیایی: Luna) یک منطقهٔ مسکونی در ایتالیا است که در اورتنوو واقع شده‌است. لونی ۱۳٫۸۶ کیلومتر مربع مساحت و ۸٬۲۷۷ نفر جمعیت دارد و ۷۶ متر بالاتر از سطح دریا واقع شده‌است.